# Chance Rides
Chance Rides Manufacturing is een fabrikant van achtbanen en attracties. Het hoofdkantoor bevindt zich in Wichita, Kansas in de Verenigde Staten.

## Geschiedenis
Onder de naam Chance Manufacturing zag dit bedrijf in 1961 het licht toen het werd opgericht door Richard H. (Harold) Chance. In 1970 had het bedrijf de Allan Herschell Company overgenomen die zich ook bezig hield met het vervaardigen van achtbanen en attracties. In 1986 werd een soortgelijk bedrijf, Bradley & Kaye, overgenomen. In 2001 werd dochteronderneming Chance Morgan opgericht door Michael Chance die het bedrijf D.H. Morgan Manufacturing had overgenomen. In 2011 werd de naam voor de attracties van dit bedrijf onder Chance Rides verkocht.

## Attracties

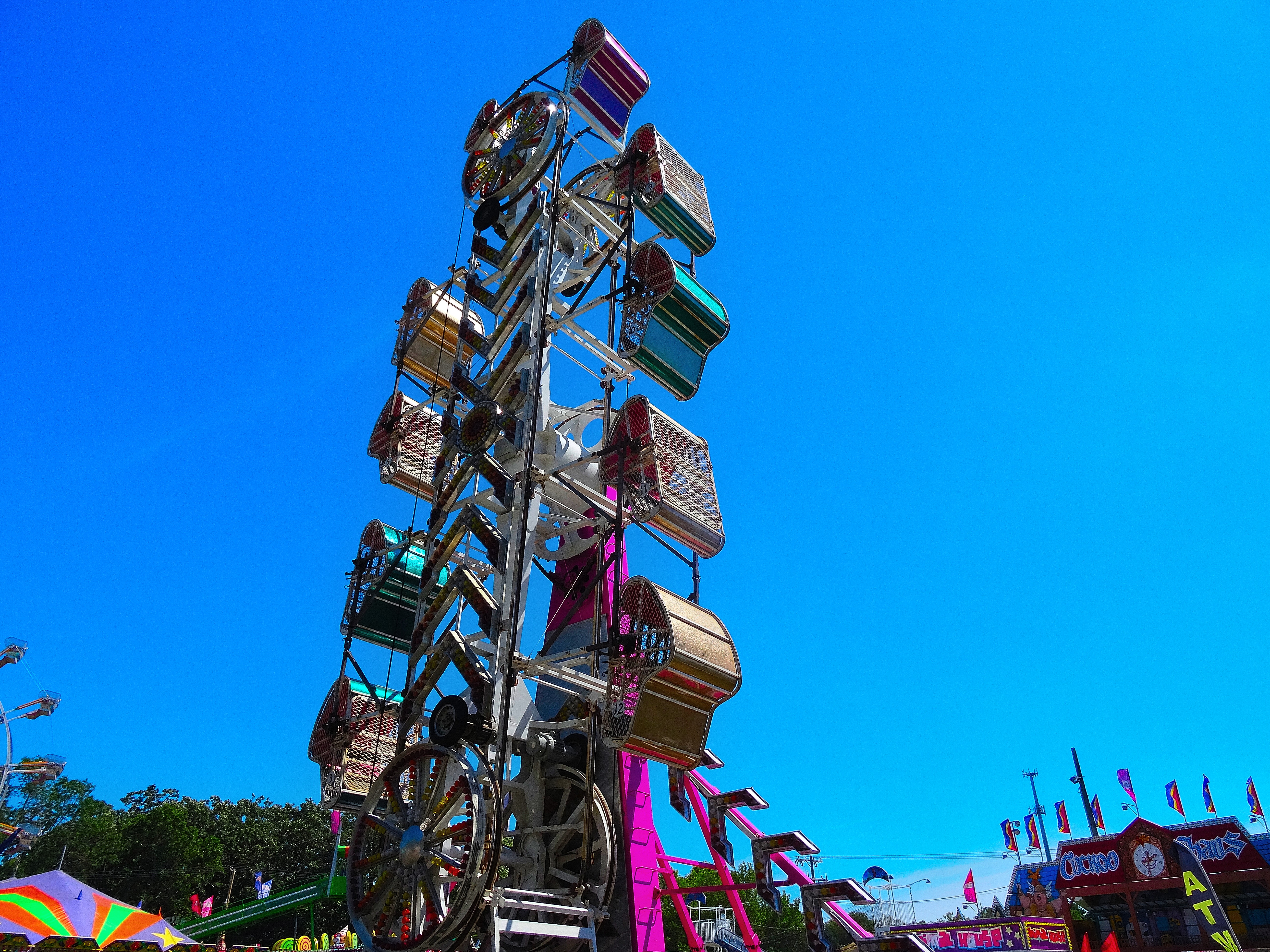
Zipper

De attracties die Chance Rides maakt zijn o.a. draaimolens, reuzenraden, schommelschepen, red baron, en spin 'n puke-attracties. Van de laatste categorie was de Zipper een bekend product dat door Chance Rides in 1968 was ontwikkeld. Daarnaast bouwde Chance rides ook een aantal achtbanen.
De meeste attracties afkomstig van Chance Rides zijn gebouwd in de Verenigde Staten en Canada. Toen het Amerikaanse Six Flags investeerde in Six Flags Holland en Six Flags Belgium zijn er ook een aantal attracties van Chance in deze parken gebouwd.

### Achtbaanmodellen
De achtbaanmodellen van Chance Rides zijn onder te verdelen in:
| Achtbaanmodel      | Variant         | Voorbeeld                                                              |
| ------------------ | --------------- | ---------------------------------------------------------------------- |
| Big Dipper         | Standard Custom | Wile E. Coyote's Grand Canyon Blaster (Standard), Six Flags Over Texas |
| Hyper GT-X Coaster | -               | Lightning Run, Kentucky Kingdom                                        |
| Toboggan           | -               | Swamp Buggy, Six Flags Astroworld                                      |

##### AchtbaanmodelToboggan

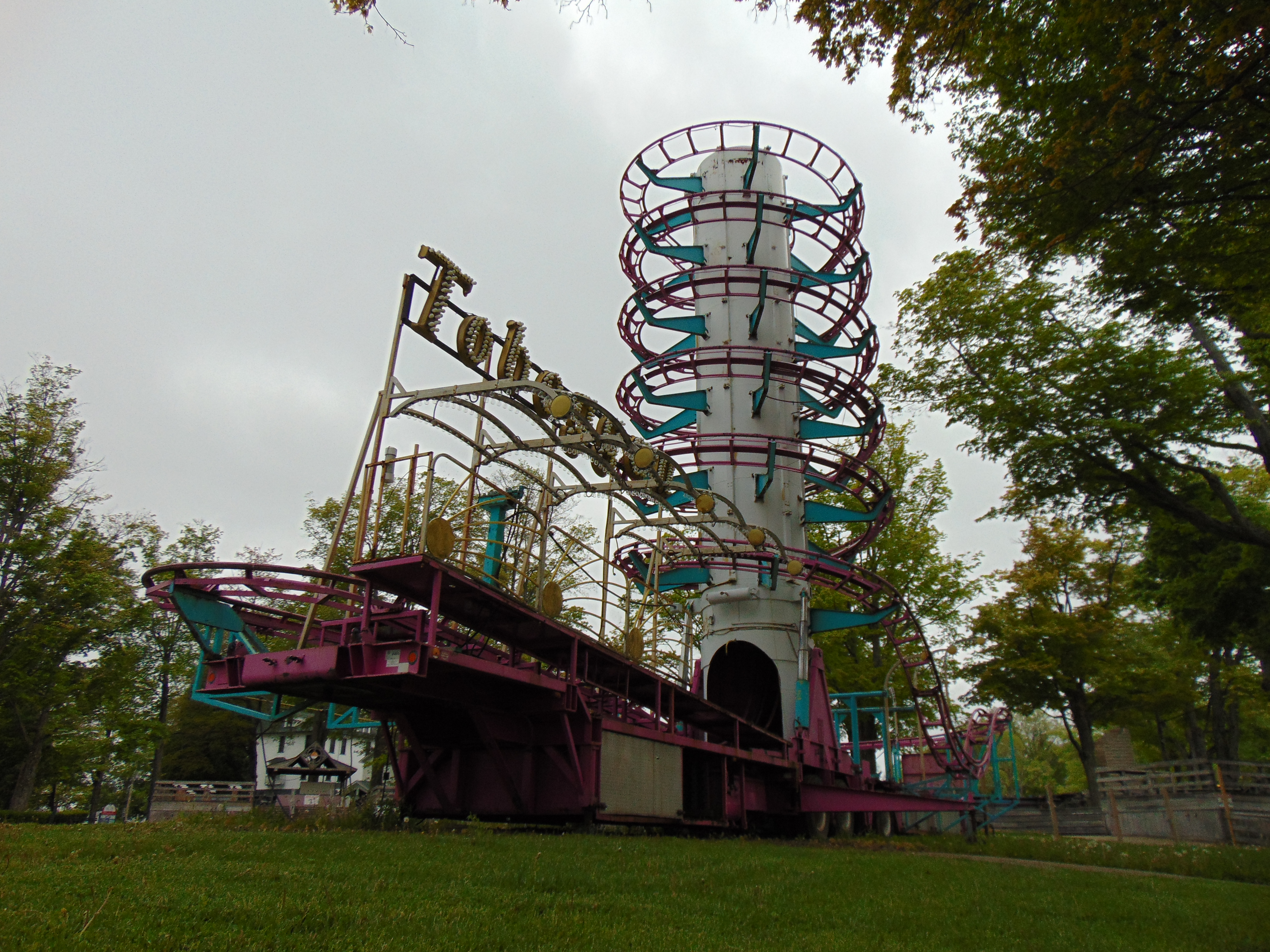
Achtbaanmodel Toboggan

Van alle achtbaanmodellen is het type Toboggan het meest verkocht. In de achtbaankar kunnen 2 mensen tegelijk plaatsnemen. De kar gaat loodrecht omhoog om vervolgens via een spiraal die rond de lift draait naar beneden te gaan. De kar maakt vervolgens een kleine bocht met een aantal op en neer gaande rails op de rechte stukken om vervolgens weer in het station aan te komen.